# Cape Wrath Lighthouse
Das Cape Wrath Lighthouse, deutsch Cape-Wrath-Leuchtturm, ist ein Leuchtturm auf dem Kap Cape Wrath in der schottischen Council Area Highland. 1971 wurde der Leuchtturm in den schottischen Denkmallisten in der höchsten Denkmalkategorie aufgenommen.

## Geschichte
Der Leuchtturm ist eines von 18 Leuchtfeuern, die zwischen 1812 und 1833 von Robert Stevenson in Schottland errichtet wurden. Der Bau wurde 1828 abgeschlossen. Es wurden große Granitquader aus einem Steinbruch am nahegelegenen Clash Carnoch genutzt. Die Baukosten beliefen sich auf 14.000 £. Aufgrund der Abgelegenheit des Cape Wrath Lighthouse und seiner schlechten infrastrukturellen Anbindung, erfolgte die Versorgung des Leuchtturms durch ein Schiff des Northern Lighthouse Board, das zur Versorgung abgelegener Leuchttürme eingesetzt wurde. Als Novum gilt der Besatzungswechsel am 17. Januar 1977, der erstmals per Helikopter durchgeführt wurde. Hierbei handelte es sich um den ersten solchen Wechsel bei einem Leuchtturm auf dem schottischen Festland. 1978 wurde das Paraffinfeuer durch eine Quecksilberdampflampe ausgetauscht. Am 31. März 1998 wurde der Leuchtturm automatisiert.

## Beschreibung
Das Cape Wrath Lighthouse steht am Kap Cape Wrath, das als nordwestlichster Punkt Großbritanniens gilt. Das Kap befindet sich in einer äußerst dünn besiedelten Region der Highlands, weshalb die nächstgelegene Siedlung der 16 Kilometer südöstlich gelegene Weiler Durness ist. Südlich erstreckt sich ein militärisches genutztes Gebiet, weshalb die Zufahrt zum Cape Wrath Lighthouse reguliert ist. Im Zuge der Bauarbeiten mussten auch die Zufahrtsstraßen angelegt werden.
Der aus Granitquadern aufgemauerte, gekalkte Rundturm ist 20 Meter hoch. Seine aufsitzende Laterne mit der Optik ist mit einem umlaufenden, auf Konsolen gelagerten Balkon mit gusseiserner Brüstung ausgeführt. Am Fuße ist ein eingeschossiger Bau halbrund um die Basis geführt. Die angeschlossenen Turmwärterbehausungen sind mit Motiven des ägyptischen Klassizismus ausgestaltet. Analog dem Turm besteht ihr Mauerwerk aus Granitquadern und ist gekalkt. Von dem Flachdach ragen hohe Kamine auf.
Das Feuer in einer Höhe von 122 Metern über dem Meeresspiegel gibt im Turnus von 30 Sekunden vier weiße Blitze ab. Seine Tragweite beträgt 21 Seemeilen (39 Kilometer).

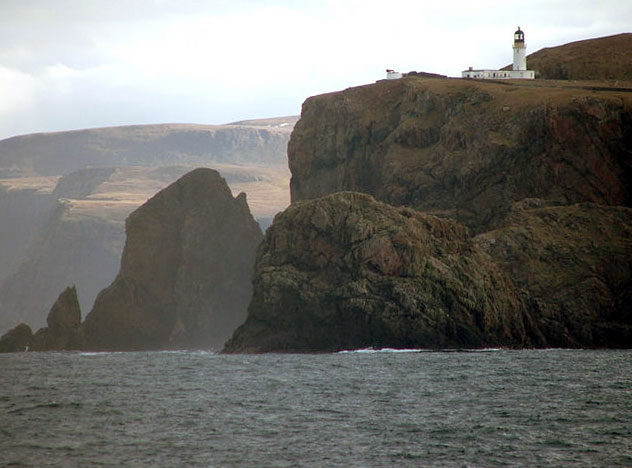
Seeseitige Ansicht
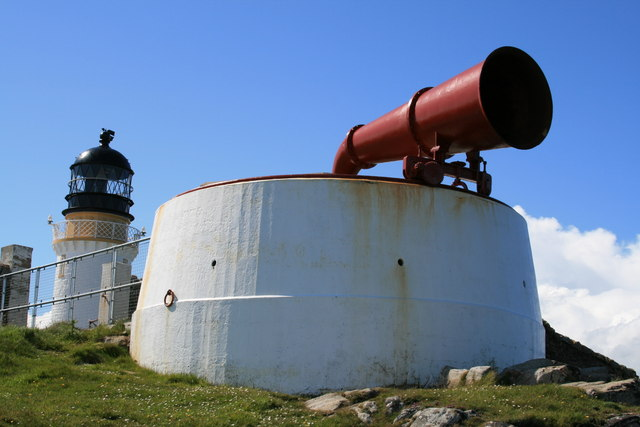
Nebelhorn